# La Moisson (Van Gogh)
Pour les articles homonymes, voir La Moisson et La Crau.
La Moisson (ou La Crau ou La Plaine de la Crau ou La Plaine de la Crau avec la ruine de Montmajour ou Moissons à La Crau avec Montmajour en arrière-plan ; De Oogst en néerlandais, The Harvest en anglais) est une peinture à l'huile impressionniste du peintre hollandais Vincent van Gogh, peinte en 1888, chef-d'œuvre exposé au musée Van Gogh d'Amsterdam aux Pays-Bas.

## Historique

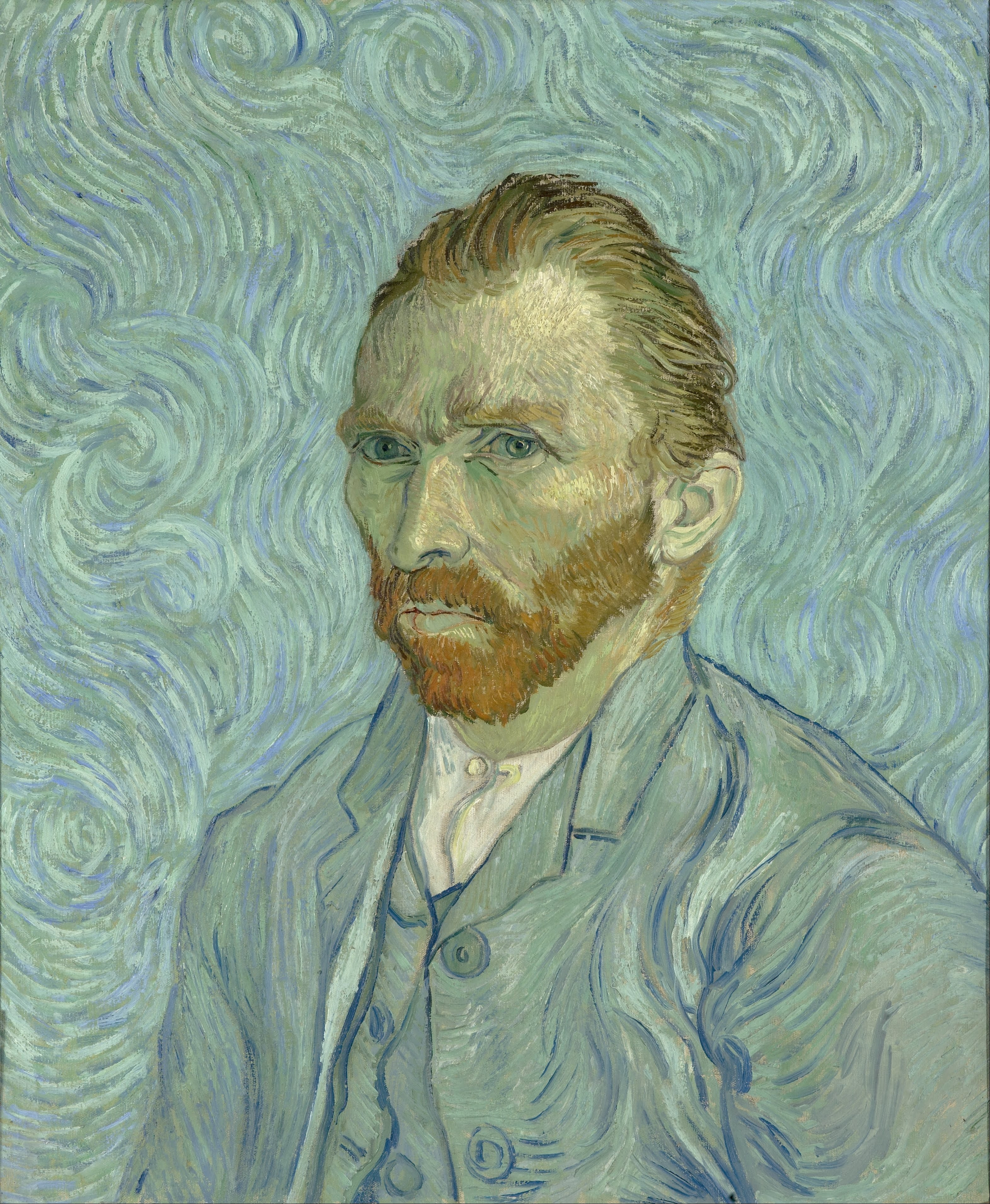
Vincent van Gogh, autoportrait de 1889.

Vincent van Gogh quitte l'hiver parisien en février 1888, pour s'installer à Arles en Provence, où, âgé de 35 ans, et au sommet de son art, il crée plus de deux cents toiles de son œuvre, durant sa période arlésienne prolifique et heureuse de quinze mois, dédiée à la découverte de la lumière provençale, inspiré entre autres par le peintre provençal Paul Cézanne (avec en particulier une série de paysages qui reflète son amour pour la campagne, un des thèmes de prédilection de son œuvre),. 
Avec cette œuvre impressionniste de juin 1888, Van Gogh désire peindre et représenter « l'été » avec des couleurs chaudes jaune paille dorée vive rouge orangée cuivrée et lumineuse des champs de blé provençaux, qui reflète la lumière intense du soleil, et l'atmosphère et la chaleur presque palpable d'une journée d'été (en fort contraste avec le ciel bleu et les champs de lavande bleu-violet du massif des Alpilles et de l'abbaye de Montmajour du fond de la toile). 

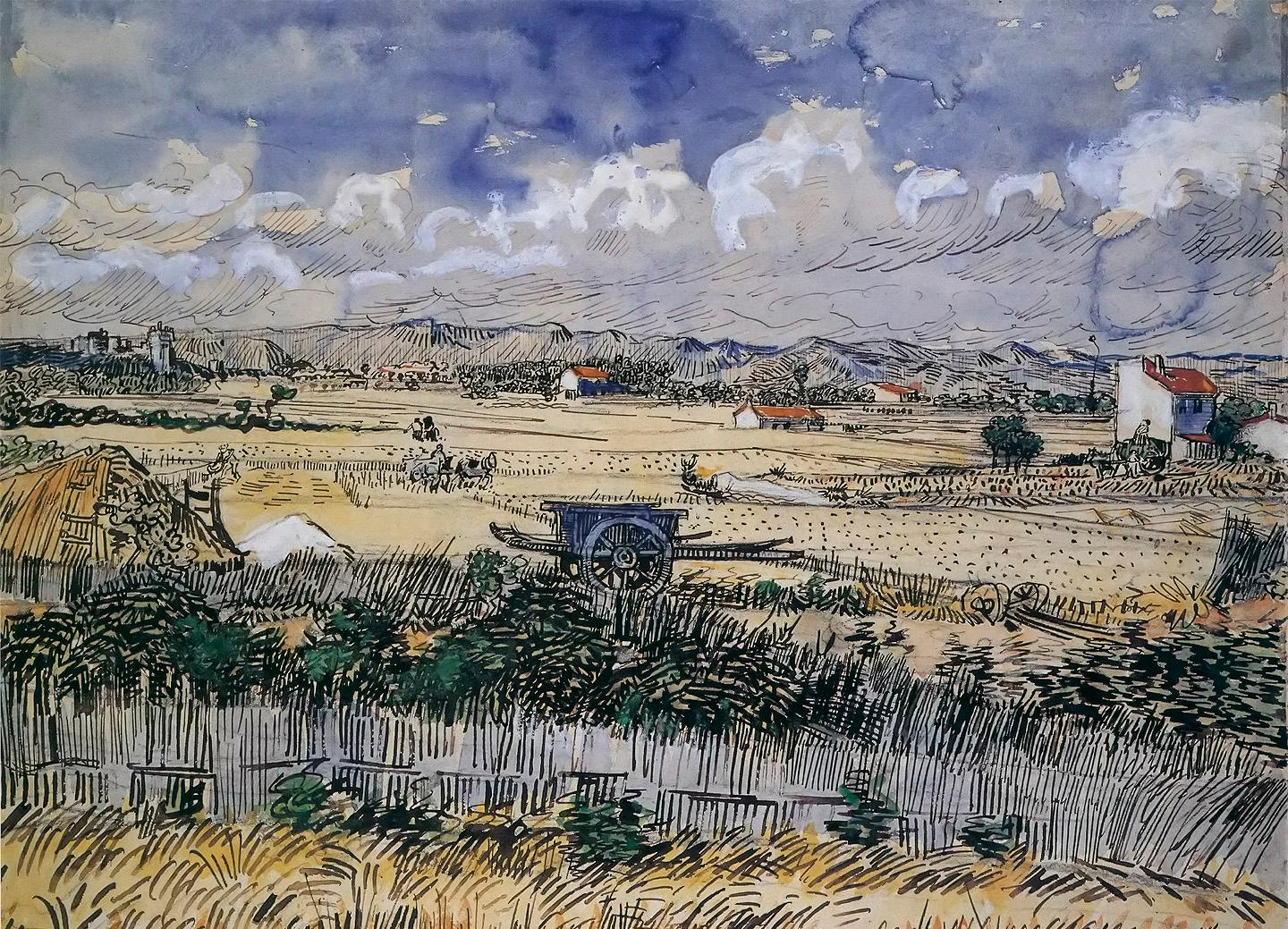
Aquarelle préparatoire.

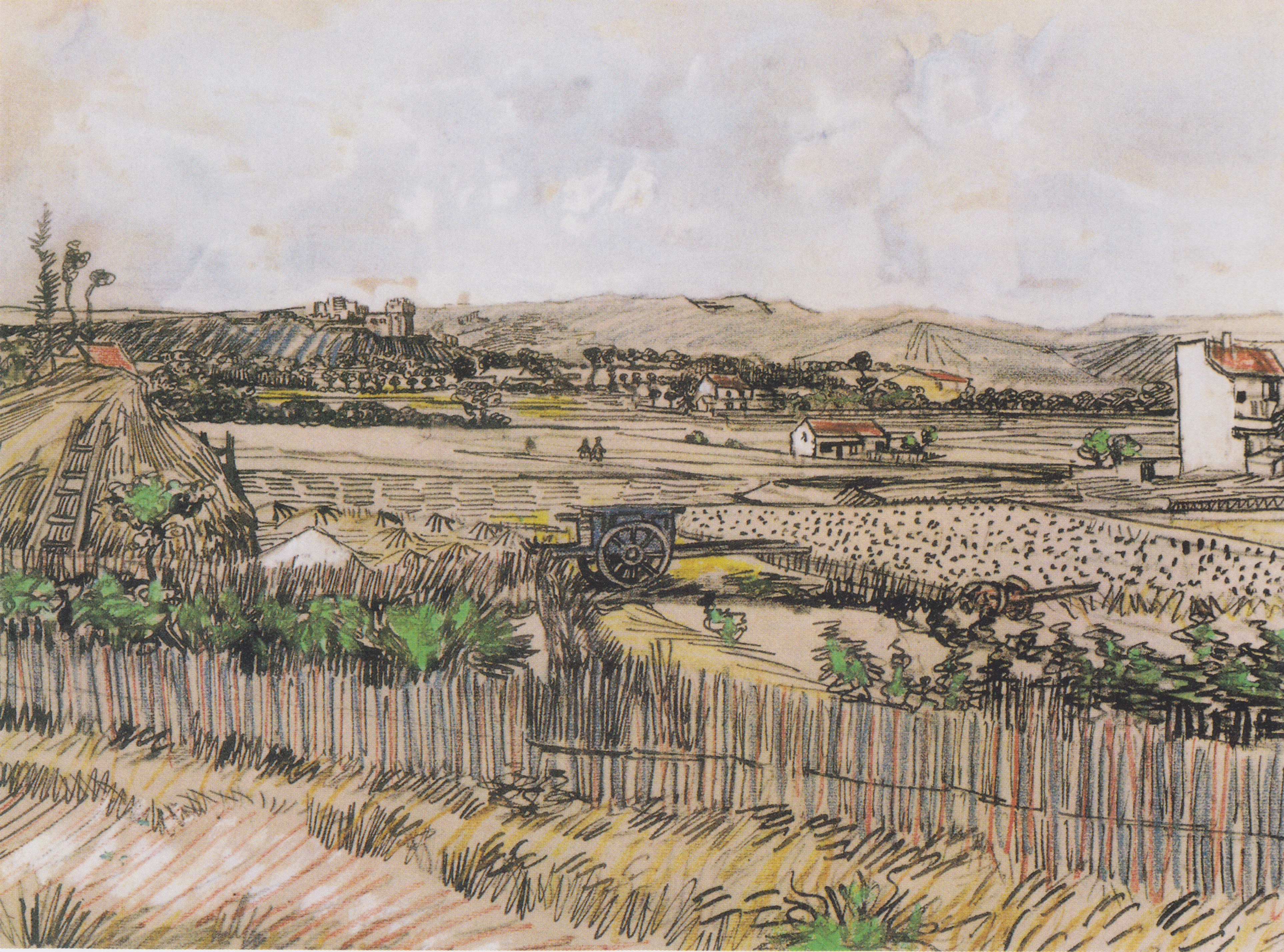
Aquarelle préparatoire, du Fogg Art Museum du musées d'art de Harvard aux États-Unis.

Après deux aquarelles préparatoires, il peint ce paysage panoramique profond d'une clarté et luminosité inégalée de son œuvre, depuis le haut d'une colline, et représente le travail des paysans durant la moisson provençale des  champs de  blé  et de foin de Crau, des plaines fertiles de la Crau du sud-est d'Arles, avec de nombreux détails de clôtures, de chemins, de vergers, de mas provençaux, de bottes et de meules de foin, d'échelles, de charrettes à chevaux, de faucheur, et d'homme avec une fourche... 
Vincent Van Gogh affirme qu'à l'inverse du printemps « l’été n’est pas facile à exprimer » et considère à ce titre cette toile comme un de ses chefs-d'œuvre. Très satisfait de son travail, il souhaite l'exposer au 4e salon des indépendants de Paris de 1889, et écrit à son frère Théodorus van Gogh (négociant en art) « la toile tue absolument toutes les autres... » (mais souffrant entre autres d'importants troubles de démence, il met fin à ses jours en 1890, à l'âge précoce de 37 ans, après une année passée au monastère Saint-Paul-de-Mausole de Saint-Rémy-de-Provence).